# The Woman Who Obeyed
The Woman Who Obeyed é um filme mudo britânico do gênero romance dirigido por Sidney Morgan. Lançado em 1923, foi protagonizado por Stewart Rome, Hilda Bayley e Peter Dear.

## Enredo
O marido arrogante separa sua esposa de seus filhos, mas se reconcilia com ela depois de matar acidentalmente seu filho.